# Saint-Pierre-de-Méaroz
Saint-Pierre-de-Méaroz – miejscowość i gmina we Francji, w regionie Owernia-Rodan-Alpy, w departamencie Isère.
Według danych na rok 1990 gminę zamieszkiwało 110 osób, a gęstość zaludnienia wynosiła 24 osób/km² (wśród 2880 gmin regionu Rodan-Alpy Saint-Pierre-de-Méaroz plasuje się na 1511. miejscu pod względem liczby ludności, natomiast pod względem powierzchni na miejscu 1550.).